# ホセバ・ベロキ

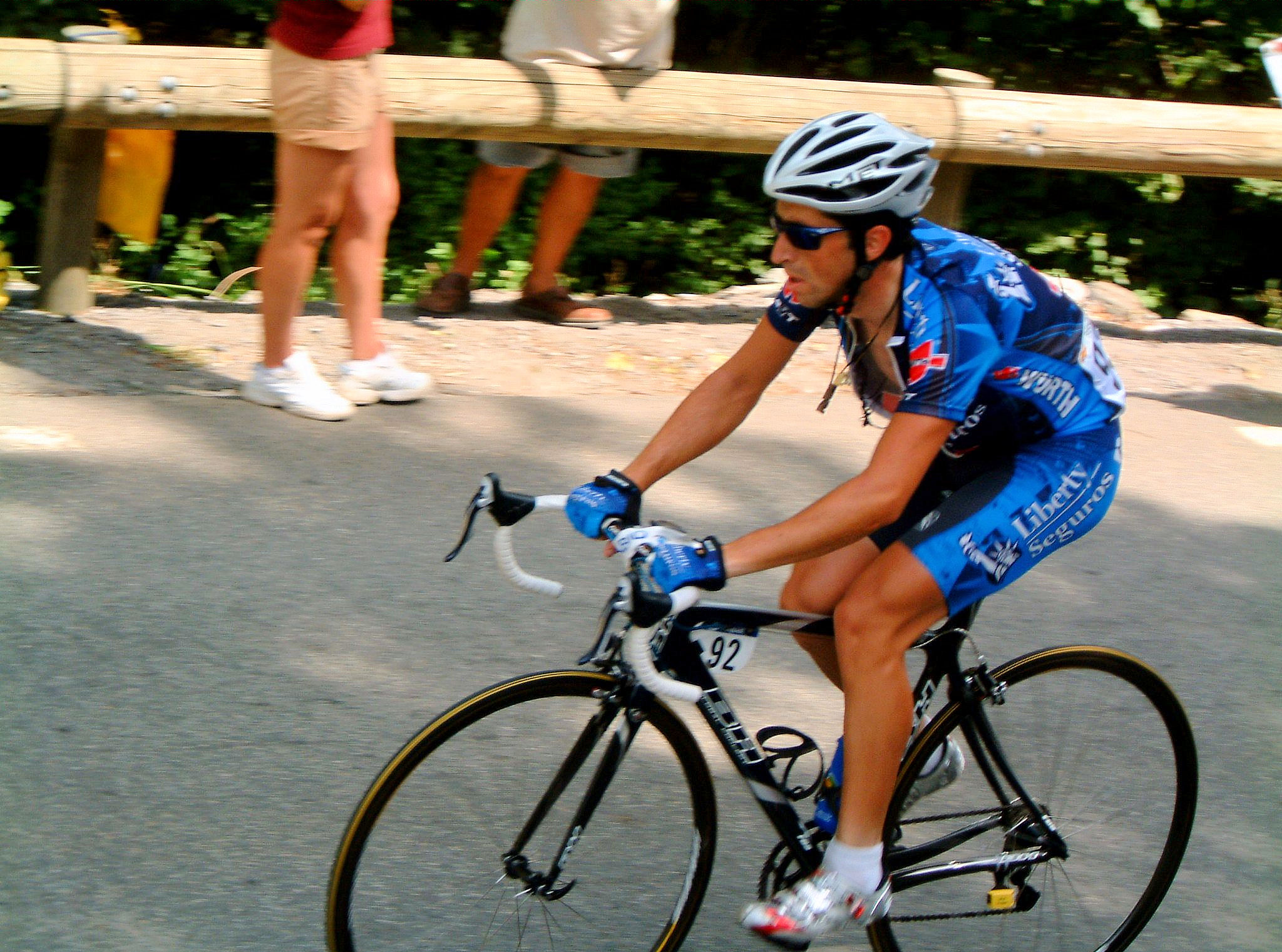
ホセバ・ベロキ

ホセバ・ベロキ・ドロンソロ（Joseba Beloki Dorronsoro、1973年8月12日- ）スペイン、バスク州ギプスコア県ラスカオ（カスティーリャ語ラスカーノ）出身。元自転車競技選手。

## 経歴
1998年にエウスカディと契約を結んでプロ転向。フェスティナに移籍した2000年のツール・ド・フランスでは大健闘。モン・ヴァントゥを含む中央高地やアルプス越えステージで力強い走りを披露し、総合3位に入った。オンセに移籍した2001年のカタルーニャ一周では区間3勝に加えて総合優勝、ポイントを獲得。同年のツール・ド・フランスでも山岳ステージで健闘し、総合3位となる。
2002年のツール・ド・フランスでは第4ステージのチームタイムトライアルでオンセがUSポスタルに16秒の差をつけて優勝したこともあり序盤からマイヨ・ジョーヌ争いに加わり、中盤まではランス・アームストロングと渡り合った。中央高地、アルプス越えステージで徐々にアームストロングに引き離されていったが、最終的に同レースでは自身最高順位となる総合2位となった。また、同年のブエルタ・ア・エスパーニャでは第1～第4ステージまでマイヨ・オロ（ゴールデンジャージ）を着用。最終的に総合3位となった。
この頃までのベロキは、王者・アームストロングの対抗馬の一人であった。2003年のツール・ド・フランスでも、第8ステージを終えて総合首位のアームストロングに対し、40秒差の2位につけていた。ところが第9ステージにまさかの事態が発生する。
ゴール地点となるギャップまで残り約4kmの地点において下り中に、異常な高温が原因（走路温度は約50℃ほどに上ったという）で、後輪が横滑りしてしまった。その結果転倒してしまい、大腿骨、肘、腕などを骨折する大怪我に見舞われ、無念のリタイアとなってしまった。そればかりか、この事態が発生して以後、ベロキが第一線級の選手として活躍する機会はなくなった。2005年のツール・ド・フランスには出場したものの、総合75位に終わった。
ちなみに、この時に直後を走っていたアームストロングはベロキを避けるためにコースアウト、草原を通過して九十九折りをショートカットする形になったが、自転車をコントロールしてレースに復帰した。
その後、これといった戦績を挙げられないことに加え、オペラシオン・プエルトに関する疑惑も持たれ、2006年7月以降はレースにさえ出ることがなくなった（しかしドーピング疑惑のほうは2006年7月26日、潔白が証明された）。そして2007年12月、UCIプロツアーチームとの契約が困難になった理由により、引退を表明した。

## 主な成績
1997年
- ブエルタ・ア・アラバ 総合優勝、区間1勝（第1ステージ）
- スペイン選手権タイム・トライアル 2位

1998年
- ツール・ド・ラブニール 総合5位、山岳賞

1999年
- スペイン選手権ロードレース 3位
- クリテリウム・デュ・ドーフィネ・リベレ 総合4位
- ブエルタ・ア・カタルーニャ 総合4位

2000年
- ブエスタ・ア・アストリアス 総合優勝、区間1勝（第5ステージ）
- ツール・ド・ロマンディ 総合2位、区間1勝（第3bステージ）
- ツール・ド・フランス 総合3位
- ブエルタ・ア・アラゴン 総合6位

2001年
- ヴォルタ・ア・アタルーニャ 総合優勝、ポイント賞、ステージ3勝（第1、4、8ステージ）
- エウスカル・ビジクレタ 総合2位
- エスカラダ・ア・ムンジュイック 総合2位
- ツール・ド・フランス 総合3位
- サークイト・デ・ゲチョ 4位

2002年
- ツール・ド・フランス 総合2位
- エスカラダ・ア・ムンジュイク 総合2位、区間1勝（第1aステージ）
- ブエルタ・ア・エスパーニャ 総合3位、区間1勝（第1ステージ）
- ブエルタ・ア・アストリアス 総合3位
- Lukチャレンジ・クロノ 3位（チーム・メイト：イゴル・ゴンサレス・デ・ガルデアノ）
- エススカル・ビジクレタ 総合8位、区間1勝（第5ステージ）
- ジロ・ディ・ロンバルディア 8位

2003年
- クラシカ・アルコベンダス 総合1位、ポイント賞、区間1勝（第2bステージ）
- エススカル・ビジクレタ 総合2位、区間1勝（第5ステージ）

### グランツールの総合成績
| グランツール               | 2000 | 2001 | 2002 | 2003 | 2004 | 2005 |
| -------------------------- | ---- | ---- | ---- | ---- | ---- | ---- |
| ジロ・デ・イタリア         | －   | －   | －   | －   | －   | 棄権 |
| ツール・ド・フランス       | 3    | 3    | 2    | 棄権 | －   | 75   |
| ブエルタ・ア・エスパーニャ | －   | 棄権 | 3    | －   | 棄権 | 40   |